# VW Touran HyMotion
Der VW Touran HyMotion ist der Prototyp eines Wasserstoff-Brennstoffzellenfahrzeug und Nachfolger des VW Bora HyMotion, vorgestellt September 2004.
Der umgebaute Touran hat einen Wasserstoff-Drucktank mit 350 bar Maximaldruck. Das Brennstoffzellensystem auf Basis eines Brennstoffzellenstacks von Ballard Power Systems mit max. 66 kW (90 PS) Systemleistung treibt einen 80-kW-Elektromotor (109 PS) an. Als zusätzlicher Energiespeicher dient ein Panasonic Nickel-Metallhydrid-Akku mit 1,9 kWh, der sowohl von der Brennstoffzelle als auch durch Rückspeisung von Bremsenergie geladen wird. Wie bei anderen Fahrzeugen dieser Generation liegt die Reichweite unter 200 km (angegeben 160 km), die Beschleunigung 0–100 km/h liegt bei 14 s und die Geschwindigkeit ist durch die Verwendung eines zweistufigen Getriebes mit fester Übersetzung auf 140 km/h begrenzt.
Das erste Fahrzeug wurde zur dritten CaFCP Road Rallye in Kalifornien im September 2004 vorgestellt.
Ein weiteres in einer anderen Farbe wurde 2005 nach Berlin im Rahmen der CEP geliefert.
2007 wurden alle Touran HyMotion einem Facelift unterzogen. Im Rahmen der Ideen Expo konnten im Oktober auf den Mobile Campus zwei dieser Touran HyMotion Fahrzeuge gefahren werden. Eines hat denselben Ballard-Antriebsstrang wie auch der Mercedes-Benz F-Cell oder der Ford Focus FCV Hybrid, das andere einen von Volkswagen selbst entwickelten.